# Paratanytarsus lauterborni
Paratanytarsus lauterborni är en tvåvingeart som först beskrevs av Jean-Jacques Kieffer 1909.  Paratanytarsus lauterborni ingår i släktet Paratanytarsus och familjen fjädermyggor. Arten är reproducerande i Sverige. Inga underarter finns listade i Catalogue of Life.